# NGC 7162
إن جي سي 7162 (بالألمانية: NGC 7162) التي يرمز لها بالرمز NGC 7162، هي مجرة، في كوكبة الكركي.

## الاكتشاف
اكتشفت في 5 سبتمبر 1834، بواسطة جون هيرشل.